# Diodórosz Periégétész
Diodórosz Periégétész (Kr. e. 4. század) görög író

## Élete
Theophrasztosz kortársa volt, egy Attikára vonatkozó könyvet, periégésziszt (útikalauzt) készített, amelyből egy, legalább három könyvet kitevő részlet „A síremlékek” címet viselte. A munka nem maradt fenn, de Plutarkhosz gyakran hivatkozik rá.